# 21425 Кордвелл
21425 Кордвелл (21425 Cordwell) — астероїд головного поясу, відкритий 24 березня 1998 року.
Тіссеранів параметр щодо Юпітера — 3,581.